# Carex cirrhosa
Espèce
Classification phylogénétique
Carex cirrhosa est une espèce de plantes du genre Carex et de la famille des Cyperaceae.